# Bahnhof Sagami-Ōno
Der Bahnhof Sagami-Ōno (japanisch 相模大野駅, Sagami-Ōno-eki) ist ein Bahnhof auf der japanischen Insel Honshū. Der bedeutende Verkehrsknotenpunkt befindet sich in der Präfektur Kanagawa auf dem Gebiet der Stadt Sagamihara.

## Verbindungen
Sagami-Ōno ist ein Trennungsbahnhof an der Odakyū Odawara-Linie von Shinjuku im Zentrum Tokios nach Odawara. Von dieser zweigt die Odakyū Enoshima-Linie nach Katase-Enoshima ab. Beide Linien werden von der Bahngesellschaft Odakyū Dentetsu betrieben. In Sagami-Ōno halten knapp ein Drittel aller zuschlagspflichtigen Romancecar-Schnellzüge. Sie verbinden Shinjuku mit Hakone-Yumoto, Gotemba und der Enoshima-Linie, wobei das Angebot an Wochenenden und Feiertagen größer ist als an Werktagen. Ebenso halten hier sämtliche Eilzüge der Zuggattungen Semi Express, Commuter Semi-Express, Express und Rapid Express in und aus Richtung Odawara oder Katase-Enoshima. Stadteinwärts werden die beiden erstgenannten Zuggattungen in Yoyogi-Uehara zur Chiyoda-Linie der U-Bahn Tokio durchgebunden. Nahverkehrszüge auf der Odawara-Linie verbinden in der Regel Shinjuku mit Hon-Atsugi. Insgesamt werden je Richtung tagsüber 16 oder 17 Züge stündlich angeboten, während der Hauptverkehrszeit bis zu 24.
Auf der Enoshima-Linie bilden die Express und Rapid Express zusammen einen angenäherten 20-Minuten-Takt. An Werktagen ist Fujisawa in allen Fällen die Endstation, an Wochenenden und Feiertagen fahren fast alle Eilzüge weiter bis nach Katase-Enoshima. Die Nahverkehrszüge fahren im Zehn-Minuten-Takt und sind überwiegend auf die Verbindung zwischen Sagami-Ōno und Katase-Enoshima beschränkt (die nördliche Endstation einzelner Züge befindet sich in Machida).
Sagami-Ōno ist eine bedeutende Drehscheibe des lokalen und regionalen Busverkehrs. Auf dem westlichen Bahnhofsvorplatz befindet sich ein Busbahnhof mit acht Haltestellen. Diese werden von über einem Dutzend Linien der Gesellschaft Kanagawa Chūō Kōtsū bedient, hinzu kommen Flughafenzubringer der Gesellschaften Keihin Express Bus und Keisei Bus. Vor dem östlichen Ausgang hält eine weitere Linie von Kanagawa Chūō Kōtsū.

## Anlage

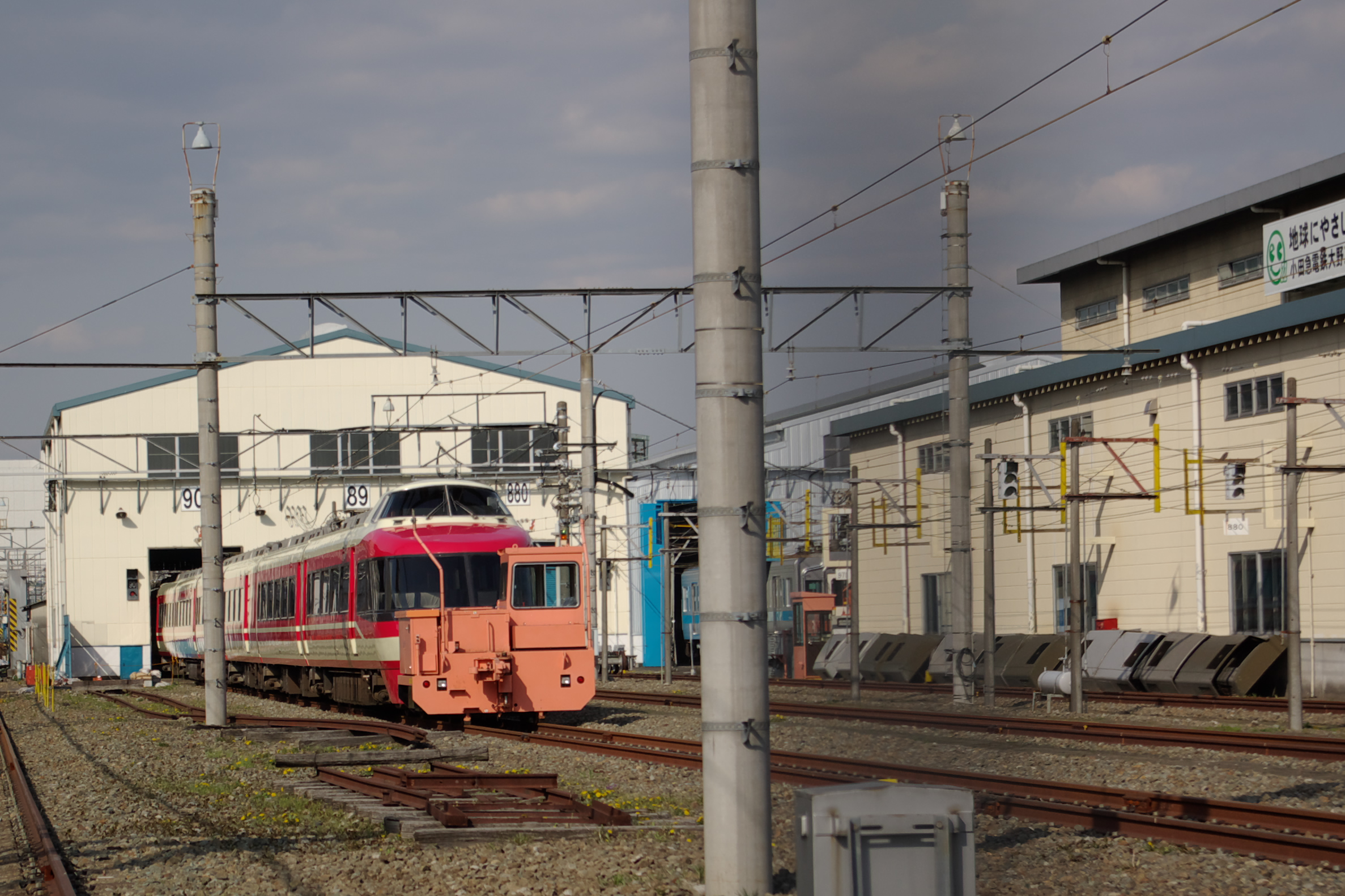
Bahnbetriebswerk

Der Bahnhof steht im gleichnamigen Stadtteil, der zum Bezirk Süd (Minami-ku) gehört. In der Nähe befinden sich ein kleineres Geschäftsviertel und der Campus der Kitasato-Universität. Die Anlage ist von Nordosten nach Südwesten ausgerichtet und besitzt sechs Gleise, die alle dem Personenverkehr dienen. Die beiden äußeren Gleispaare liegen an vollständig überdachten Mittelbahnsteigen, während das mittlere Gleispaar keinen Bahnsteig besitzt und von Zügen genutzt wird, die hier nicht halten. Das Empfangsgebäude besitzt die Form eines Reiterbahnhofs, der sich über die gesamte Anlage spannt. Darüber erheben sich zwei Hochhäuser, die das Einkaufszentrum Sagami-Ōno Station Square (相模大野ステーションスクエア) und ein Hotel beherbergen. Beide Einrichtungen gehören der Odakyu Group. Am südlichen Ende der Anlage führt eine Fußgängerbrücke über das Gleisfeld.
Etwa zweihundert Meter südwestlich des Bahnhofs, an seinem früheren Standort, trennen sich die Strecken, wobei das westliche Gleis der Enoshima-Linie mit einem Überwerfungsbauwerk über die Gleise der Odawara-Linie hinweggeführt wird und so höhenfreies Kreuzen ermöglicht. In diesem Bereich steht eines der Bahnbetriebswerke der Odakyū Dentetsu.
Im Fiskaljahr 2019 nutzten durchschnittlich 127.619 Fahrgäste täglich den Bahnhof.

## Gleise
| 1   | ▉ Odakyū Enoshima-Linie | Fujisawa • Katase-Enoshima                |
| 2   | ▉ Odakyū Odawara-Linie  | Ebina • Odawara • Hakone-Yumoto           |
| 3/4 | ▉ Odakyū Odawara-Linie  | Shin-Yurigaoka • Yoyogi-Uehara • Shinjuku |

## Linien
| Verlauf der Odakyū Odawara-Linie |
| --- |
| Shinjuku • Minami-Shinjuku • Sangūbashi • Yoyogi-Hachiman • Yoyogi-Uehara • Higashi-Kitazawa • Shimo-Kitazawa • Setagaya-Daita • Umegaoka • Gōtokuji • Kyōdō • Chitose-Funabashi • Soshigaya-Ōkura • Seijōgakuen-mae • Kitami • Komae • Izumi-Tamagawa • Noborito • Mukōgaoka-Yūen • Ikuta • Yomiuriland-mae • Yurigaoka • Shin-Yurigaoka • Kakio • Tsurukawa • Tamagawagakuen-mae • Machida • Sagami-Ōno • Odakyū-Sagamihara • Sōbudai-mae • Zama • Ebina • Atsugi • Hon-Atsugi • Aikō-Ishida • Isehara • Tsurumaki-Onsen • Tōkaidaigaku-mae • Hadano • Shibusawa • Shin-Matsuda • Kaisei • Kayama • Tomizu • Hotaruda • Ashigara • Odawara |

| Verlauf der Odakyū Enoshima-Linie |
| --- |
| Sagami-Ōno • Higashi-Rinkan • Chūō-Rinkan • Minami-Rinkan • Tsuruma • Yamato • Sakuragaoka • Kōza-Shibuya • Chōgo • Shōnandai • Mutsuai-Nichidai-mae • Zengyō • Fujisawa-Hommachi • Fujisawa • Hon-Kugenuma • Kugenuma-Kaigan • Katase-Enoshima |

## Geschichte
Bei der Eröffnung der Odakyū Enoshima-Linie am 1. April 1929 war die Gegend rund um die Abzweigung noch nicht überbaut, sodass sich hier zunächst nur ein Signal befand. Endstation der Nahverkehrszüge war damals der anderthalb Kilometer weiter nordöstlich gelegene Bahnhof Shin-Hanamachida (heute Machida). Neun Jahre später verlegte die Kaiserlich Japanische Armee ihre Ausbildungsstätte für Nachrichtenübertragung von Suginami hierher, was den Bau eines zusätzlichen Bahnhofs bei der Abzweigung rechtfertigte. Dieser trug entsprechend die Bezeichnung Tsūshin-gakkō (通信学校) und nahm seinen Betrieb am 1. April 1938 auf. Mit fortschreitender Dauer des Pazifikkriegs wurden militärische Einrichtungen als Maßnahme der Spionageabwehr aus öffentlichem Kartenmaterial entfernt. Dementsprechend erhielt der Bahnhof am 1. Januar 1941 seinen heutigen Namen Sagami-Ōno.
Nach Kriegsende nahm die Bedeutung des Bahnhofs laufend zu. Eilzüge hielten hier ab 1. Oktober 1946, Schnellzüge ab 1. April 1951. Zur Entlastung bestehender Anlagen eröffnete die Odakyū Dentetsu am 19. Oktober 1962 unmittelbar westlich von Sagami-Ōno ein neues Betriebswerk. Da der Bahnhof zunehmend an seine Kapazitätsgrenzen stieß, errichtete die Odakyū Dentetsu einen Neubau rund 200 Meter östlich davon und nahm diesen am 1. September 1996 in Betrieb.